# Anthony van Hoboken
 (août 2024).
 (août 2024).
Si vous disposez d'ouvrages ou d'articles de référence ou si vous connaissez des sites web de qualité traitant du thème abordé ici, merci de compléter l'article en donnant les références utiles à sa vérifiabilité et en les liant à la section « Notes et références ».
Pour les articles homonymes, voir Hoboken.
Anthony van Hoboken, né le 23 mars 1887 à Rotterdam et mort le 1er novembre 1983 à Zurich (Suisse), est un musicologue néerlandais.

## Biographie
Hoboken publie en 1957 son ouvrage majeur, J. Haydn, Thematisch-bibliographisches Werkverzeichnis, catalogue thématique de l'œuvre de Joseph Haydn. Universellement adopté, les œuvres de Haydn sont depuis référencées par leur « numéro Hoboken » (abréviation Hob. ou la lettre H, suivi d'un numéro d'index).
Contrairement au catalogue de Ludwig von Köchel des œuvres de Wolfgang Amadeus Mozart ou le catalogue d'Otto Erich Deutsch des œuvres de Franz Schubert, qui adoptent un classement chronologique, le catalogue Hoboken, comme celui de Wolfgang Schmieder des œuvres de Johann Sebastian Bach, adopte un classement thématique qui ne reflète pas toujours l'ordre chronologique de la composition. Par exemple, la catégorie I regroupe toutes les symphonies, la catégorie III, les quatuors à cordes, la catégorie XVI les sonates pour piano, etc.
À noter que dans les années 1970, un catalogue chronologique de l'œuvre de Joseph Haydn a été établi par le musicologue Howard Chandler Robbins Landon qui présente de nombreuses améliorations, tant du point de vue de l'exhaustivité que de l'exactitude d'attribution des œuvres. La numérotation Hoboken a été modifiée en conséquence.

## Distinctions
- Officier de l'ordre d'Orange-Nassau